# Альдо Бобаділья
Альдо Антоніо Бобаділья Авалос (ісп. Aldo Antonio Bobadilla Ávalos; 20 квітня 1976, Педро-Хуан-Кабальєро, Парагвай) — колишній парагвайський футболіст, воротар. Виступав за такі клуби, як Корінтіанс, «Індепендьєнте» (Медельїн) та збірну Парагваю. Учасник  Кубку Америки 2007 тачемпіонатів світу 2006 та 2010 років (як запасний гравець, на поле не виходив).

## Титули і досягнення
Гравець
- Чемпіон Парагваю:

«Серро Портеньйо»: 2001,2004
«Лібертад»: 2006
- Володар Рекопи Південної Америки:

«Бока Хуніорс»: 2006
- Володар Кубка Лібертадорес:

«Бока Хуніорс»: 2007
- Чемпіон Колумбії:

«Індепендьєнте Медельїн»: 2009К
Тренер
- Володар Кубка Колумбії:

«Індепендьєнте Медельїн»: 2019